# L'Horme
L'Horme is een gemeente in het Franse departement Loire (regio Auvergne-Rhône-Alpes). De plaats maakt deel uit van het arrondissement Saint-Étienne. L'Horme telde op 1 januari 2022 4.868 inwoners.

## Geografie
De oppervlakte van L'Horme bedroeg op 1 januari 2022 4,4 vierkante kilometer; de bevolkingsdichtheid was toen 1.106,4 inwoners per km².

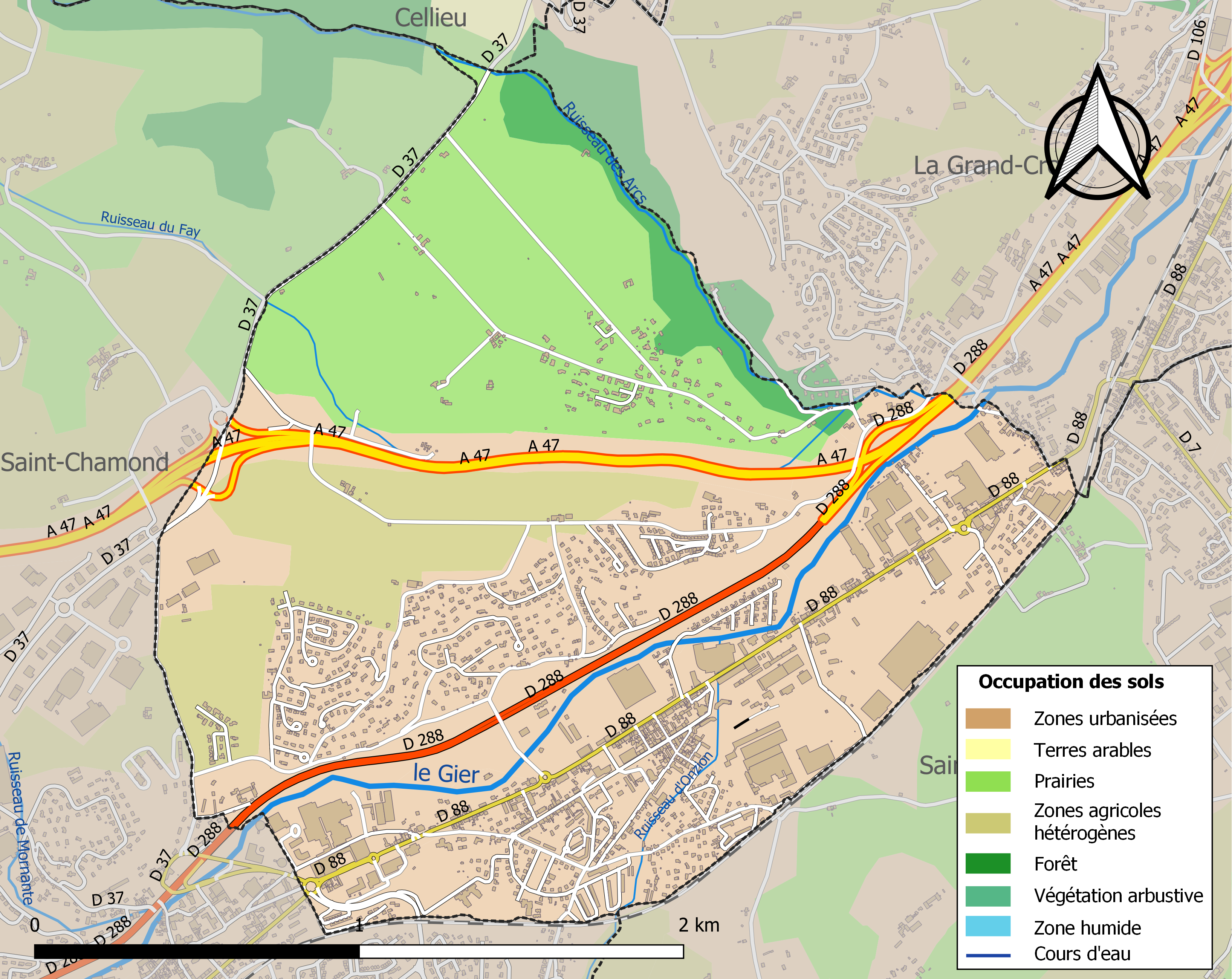
Kaart van de gemeente met de belangrijkste infrastructuur, bodemgebruik en omliggende gemeenten

## Demografie
Onderstaande figuur toont het verloop van het inwonertal (bron: INSEE-tellingen).